# Ratchet: Deadlocked
Ratchet: Deadlocked (Ratchet: Gladiator en Europa, y Rachetto & Kuranku 4: GiriGiri Ginga no Giga Batoru en Japón) es un videojuego de disparos en tercera persona y acción desarrollado por Insomniac Games y publicado por Sony. Es la cuarta parte de la serie y su predecesor es Ratchet & Clank: Up Your Arsenal. Fue puesto a la venta el 25 de octubre de 2005 y el 18 de noviembre del mismo año en Europa. En Japón fue puesto a la venta el 23 de noviembre.
Una versión en alta definición para PlayStation 3 se puso a la venta en 2013, con el título Ratchet: Deadlocked HD (Ratchet: Gladiator HD).

## Estilo de juego
La forma de juego de Ratchet: Gladiator es similar a los anteriores juegos de la serie, pero esta versión se centra más en el aspecto tirador, con muy pocos niveles de plataforma. Gran parte del juego gira en torno a la lucha contra robots. Además Ratchet ahora tendrá dos robots asistentes, estos le ayudarán a girar manivelas, plantar explosivos, entre otras tareas. Los asistentes de Ratchet también tienen mejoras y cambio de color.
Ahora Clank ya no hace parte de la forma de jugador, en esta versión fue implementado como controlador de la misión (similar a la asistencia de Gadgetron en otras versiones). Actualmente es el único juego de la serie en el que se puede ajustar manualmente el nivel de dificultad.

## Historia
Ratchet es secuestrado junto con Clank y Al por 2 ejecutores (dos enemigos del juego) y son llevados a un programa llamado "la hora del terror", ubicado en el sector sombrío, al borde de la galaxia. En él tendrán que luchar en diversos planetas cumpliendo determinados objetivos para sobrevivir mientras consiguen audiencia en el programa de holovisión.

## Vehículos
Los vehículos en el juego son cuatro, de los cuales tres son terrestres y uno volador, estos son: 
- Acechador (Landstalker): El Acechador es una nueva adición a los vehículos en el juego. Se trata esencialmente de una plataforma con la cabina en la parte superior de la misma. Potencia hidráulica de cuatro patas, estas se extienden desde la plataforma. Cuando un jugador se sienta detrás de la cabina, hay lanzadores de mortero, cada uno capaz de disparar 3 misiles, aunque los lanzadores tienen que cargados, por esta razón son lentos. El movimiento del Acechador podría describirse como el de una araña, con las piernas en movimiento alternativo al mismo tiempo. también puede realizar saltos rápidos laterales para evadir el fuego enemigo.
- "Hoverbike": la Hoverbike es un tipo de moto sin ruedas con torretas en la parte delantera. Es uno de los vehículos más veloces del juego (después de la "Hovership") y esto lo vuelve un vehículo perfecto para misiones de velocidad, como encontrar enemigos rápidos y cruzar una serie de anillos rojos.
- Puma: Un vehículo bastante rápido y con un cañón también potente. Este vehículo combina velocidad y potencia, muy útil para acabar rápidamente, lo que lo convierte en uno de los mejores vehículos del juego.
- Nave flotante: Una potente nave. Posee dos ataques: un láser delantero y un lanzamisiles con un sistema similar al del Acechador de igual potencia que su láser delantero.

## Multijugador
Ratchet: Dealocked también incluye un modo multijugador. Los jugadores que tengan el adaptador de internet conectado a la red les permite jugar en escenarios, hasta de cuatro jugadores a nivel local. A nivel en línea hasta diez jugadores. Existen seis tipos de formas de juego multijugador, estas son:
- Conquista: Conquista es un modo de juego en el que los jugadores intentan capturar nodos con el fin de recoger los tornillos para ganar contra otro equipo. Equipos pueden jugar en cualquier lugar de 10 pernos a ganar hasta 500 guitones (moneda intergaláctica del juego, es igual a un tornillo) para ganar. Los pernos se adquieren sobre la base de la cantidad de nodos de un equipo. Además si un jugador hace un ataque especial (por ejemplo, "Sniper Matar" que exige matar con el Sniper Rifle) los jugadores del equipo obtiene un perno impulso.
- Captura la bandera: este estilo de juego, como su nombre lo indica, trata de tomar la bandera del equipo contrario y traerlo hacia el punto de inicio del jugador. Una de las características de este estilo de juego, es que el jugador que captura la bandera contraria, puede utilizar esta como un arma.

## Personajes
- Bots de Lucha: Merc y Green obtuvieron puestos de trabajo en Burger Galaxy después de la destrucción de la estación del sector oscuro. El restaurante se convirtió en el restaurante más famoso en la galaxia ya que todos querían ver a los dos héroes. Sin embargo, Merc y Green dejaron sus puestos de trabajo que querían revelar una nueva vida tranquila.

- Dallas y Juanita: La pareja creó su propio show, seguida por episodios en los que Juanita intenta matar a Dallas, en una dolorosa, pero entretenida actuación. Estos, dos presentadores, narraban las luchas que se daban en el sector oscuro, luchas patrocinadas y producidas por Vox.
- Al final del mismo juego, al pasar los créditos, se ve al Dr. Nefarius y su ayudante Lawrence viajando en el mismo asteroide de Ratchet & Clank 3 (sabiendo que tardarían millones de años en volver).